# Niels Rosing Bull
Niels Rosing Bull (9. září 1760, Kristiansund – 9. prosince 1841, Aarhus) byl norský státní úředník a inspektor jižního Grónska.

## Život
Niels Rosing Bull navštěvoval vojenskou akademii a v roce 1782 se stal podporučíkem a v roce 1787 nadporučíkem. V roce 1788 se zúčastnil války proti Švédsku, kde spadl z koně a poranil si kyčel. Toto zranění znamenalo, že Bull musel následujícího roku ukončit svou vojenskou kariéru jako kapitán. V roce 1797 se Claus Bendeke přesunul z Jižního Grónska do Severního Grónska jako inspektor a jeho nástupcem byl jmenován Niels Rosing Bull. Byl považován za mimořádně schopného a oblíbeného. Všech si velmi vážil, staral se o blaho Gróňanů, a když se v roce 1802 vrátil do Evropy, předal svému nástupci Marcusi Nissenu Myhlenphortovi podrobný popis celého inspektorátu. V roce 1804 se stal celním a spotřebním inspektorem ve Slagelse. V roce 1812 se přestěhoval do Aarhusu, kde mu od roku 1831 pomáhal jeho syn. V roce 1811 se stal soudním radou a v roce 1828 rozpočtovým radou, v roce 1836 byl povýšen do rytířského stavu řádu Dannebrog, než v roce 1841 ve věku 81 let zemřel.

## Rodina
Niels Rosing Bull byl synem kaplana, kněze a probošta Jense Lemviga Bulla (1727–1799) a Anny Johanny Grønové (1731–1796). V roce 1797 se v Sisimiutu oženil s Else Sophií Meldahlovou (1769–1813), Norkou, dcerou poručíka Johana Michaela Meldahla (1734–1798) a Else Margrethe Hammondové (1733–1801).
V roce 1803 se jim narodila dvojčata, ale jedno z nich bylo mrtvé. Přeživší syn se jmenoval Johan Michael Meldahl Bull (1803–1874) a stal se rovněž státním úředníkem.